# ジョン・トーランド (哲学)
ジョン・トーランド（John Toland、1670年11月30日 - 1722年5月11日）は、アイルランドの自由思想家、理神論(合理主義）哲学者。

## 生涯
イニショーエン半島（Inishowen）のArdaghに生まれる。カトリック教会が優勢な土地であった。洗礼名はJanus Juniusで、ローマ神話で前と後ろの2つの顔を持つヤーヌスと共和政ローマの創設者ユニウス・ブルトゥスに因む。名前「ジョン」は学校の先生から勧められてつけた。
16歳のとき、カトリック教会からプロテスタントに転向する。グラスゴー大学で神学を専攻。1690年、エディンバラ大学で修士号取得。オランダライデン大学に二年間奨学金で留学。奨学金は非国教徒富裕層がトーランドに非国教徒になるために支給した。
1696年の最初の著作『Christianity not Mysterious（キリスト教は秘蹟的ならず）』でトーランドは、教父たちは真のキリスト教を堕落させてきたとして、「理に適った」（合理的な）教説を説き、キリスト教はもとはユダヤ教徒であったと論じた。聖書では真実の奇跡はなく、信仰のすべてのドグマは自然原則から導かれる理由（reason）によって理解できると論じた。この著作によってトーランドはロンドン大陪審で起訴された。
トーランドはアイルランド王国民で、アイルランド議会メンバーであったので大問題となり、ダブリンではアイルランド教会を根幹から否定するトーランドの著作が焚書された。トーランドはプロテスタントの立法者はカトリックの異端審問と同様の焚書を行ったと批判した
オックスフォードからロンドンに移ったあとは、ヨーロッパ大陸に1707年から1710年まで住み、1722年ロンドンのPutneyで51歳でひどい貧窮のなか、ペンを手にしたまま亡くなった。死ぬ直前、自分のエピタフで「あらゆる勉学を愛した自由主義者。支持者はおらず、独立していた。顰蹙や運命でさえも彼を曲げることはできず、選んだ道をすすむことが衰えることもなかった」と書いた

## 政治思想
ホイッグ党を支持した著作もなした。エドマンド・ラドロー、ジェームズ・ハリントン, アルジャノン・シドニー（Algernon Sidney）、ジョン・ミルトンなどの17世紀の共和主義者の伝記や編集を行ったことでも知られる。著作"Anglia Libera"と"State Anatomy"は、イギリスの立憲君主制と和解しようとする共和主義者の散文的表現である。

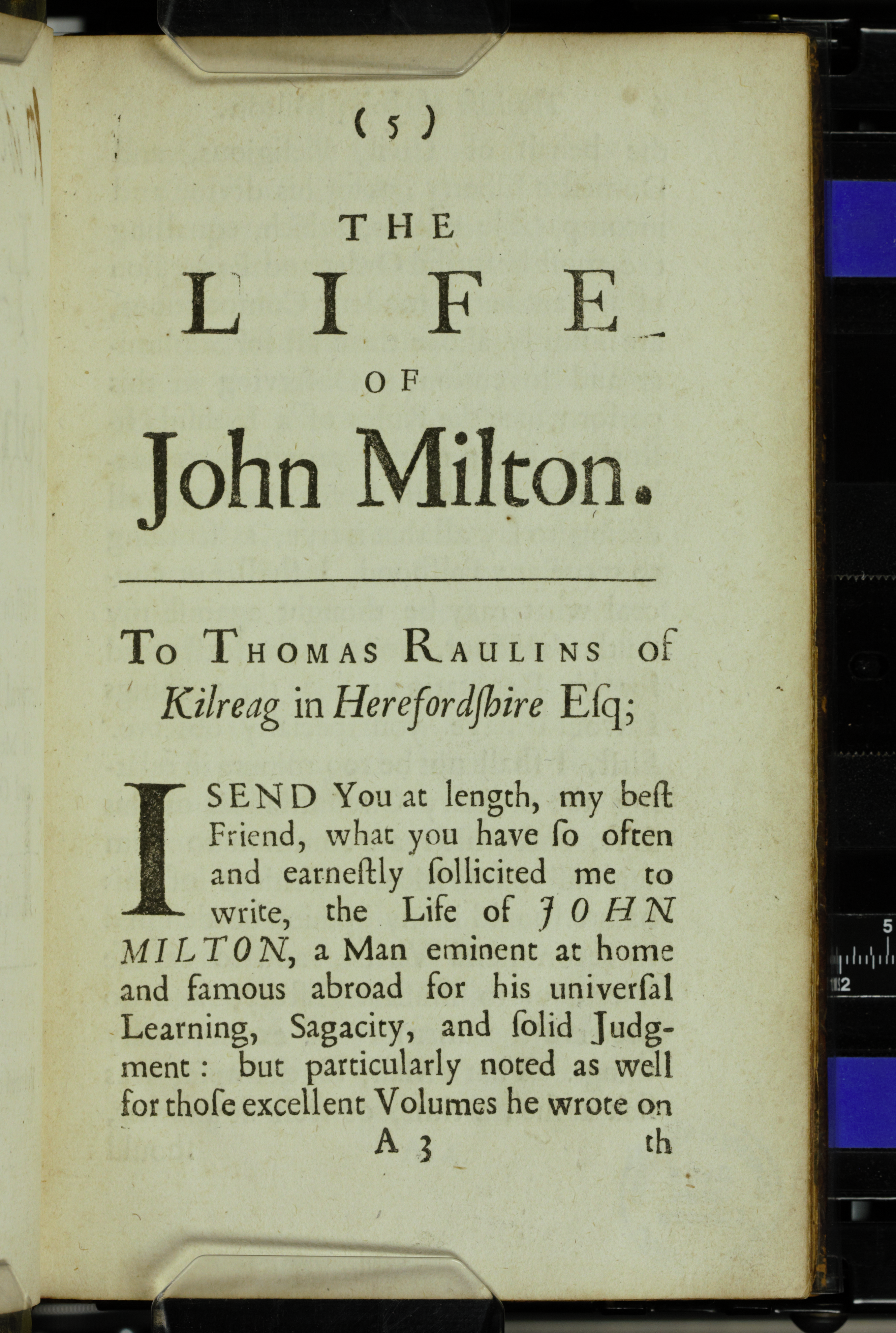
The first page of "The Life of John Milton," authored by Toland in 1699. Digitized by the University of Notre Dame Hesburgh Libraries.

Christianity Not Mysterious以降は、トーランドの思想は急進的となっていき、教会でのヒエラルキーに対する対抗はやがて国家でのヒエラルキーに対する対抗ともなっていった。司教も国王も等しく悪く、君主制は神が承認した統治形式ではないと論じた。
トーランドは自由を人間であることにはどんな意味があるのかについての明確な特徴であると考えた。政治制度は自由を保障するものとして建設されるべきであり、単に秩序を形成すればいいわけではない。理性と寛容は善い社会の2つの柱である。これはホイッグ主義でもあり、イングランド国教会とイングランド王国における権威を信奉するトーリー党とは対極にあった。

## 理神論・汎神論
Christianity not Mysterious では、思弁的無神論と正統神学者とは異なると注意深く論じている。ジョン・ロックの認識論的合理主義の厳密な解釈を公式化してからは、聖書にはいかなる事実も教条もないし、聖書は明瞭でも合理的でもなく、啓示とは人間の啓示であり、理解されえないものはわけのわからないものとして拒絶されるべきだと論じた。
"Letters to Serena"もトーランドによる哲学への貢献である。人間の理性が偏見から完全には自由になれないという迷信について歴史的に考察する。また、一元論的実体論への批判から形而上学的唯物論を展開した。
Pantheisticon, sive formula celebrandae sodalitatis socraticae (Pantheisticon, or the Form of Celebrating the Socratic Society)ではイングランド教会の祈祷書を真似て、異端神学を用いて批判した。
1704 Letters to Serena ではパンテイズム（pantheism、汎神論）という表現を使い、真理へ到達する方法や、なぜ人々は間違った意識を持ってしまうのかを注意深く分析した。pantheismはトーランドがスピノザの哲学を論じるなかで使用した。
パンテイズム（pantheism、汎神論）については、ジョセフ・ラフソン（Joseph Raphson）による1697年の著作 De Spatio Reali seu Ente Infinitoでスピノザを論じるなかで"pantheismus"を使用したのが最初とされる。これを英語で"pantheism"としたのがトーランドとされる。
ソッツィーニ派について書かれた Socinianism Truly Stated, by a pantheist （1705）でトーランドは汎神論者だとした。

## ユダヤ人論
"Primitive Constitution of the Christian Church"(1705)と Nazarenus ではユダヤ人キリスト教徒のエビオン派の正当性を論じて、教会を批判した。
自由な市民において完全な平等が必要だとする彼の信念は、ユダヤ人共同体にまで拡張されていき、1714年の『ユダヤ人帰化論、および全ての偏見に対してのユダヤ人の擁護』においてユダヤ人を擁護し、ヨーロッパ大陸からユダヤ人を受け入れるよう主張した
。これはユダヤ人の完全な市民権と平等権を主張した最初の著作である。
また1718年にトーランドは、「ユダヤ教徒が奉じる真のキリスト教」はローマ帝国の異教徒たちによって圧殺され、また教皇制度はキリスト教を歪める一方で、ユダヤ教の儀式を非難してきたが、こうしたことの根拠は聖書には書かれていないと論じた。トーランドは、これまでのキリスト教世界を批判する一方で、ユダヤ人を擁護した。
トーランドの政治パンフレットのなかには煽動者の要素もあった。彼のジャコバイトへの攻撃には、当時の反カトリック主義的な感情に基づくものを超えたものでもなかった。
Treatise of the Three Impostorsではキリスト教、ユダヤ教、イスラム教の3つとも詐欺であると非難している。この書は中世から流布している写本であるとの噂がたった。トーランドはこの写本
の私的なコピーをフランスのジャン・ルーセ（Jean Rousset）で受け取ったと主張したが、こうした写本は現在まで発見されていない。噂では、フランス語に翻訳されたともされたが、皮肉な返事をしたヴォルテールが訳したのでもなかった。

## 影響
冷笑主義と自己利益が支配的だったロバート・ウォルポール時代のイングランドで、義務における美徳の原理を主唱したトーランドは同時代では無名だった。トーランドはジョン・ロックやデビッド・ヒューム、モンテスキューのなかでは評判が高まらなかった。エドマンド・バークは『フランス革命の省察』で「誰がコリンズ（Anthony Collins）やトーランド、マシュー・ティンダル（Matthew Tindal)、トマス・チャブ（Thomas Chubb）の著作の一行でも読んでいるのか。そして誰が彼らを自由思想家と呼んでいるのか」と批判した。
他方、ジョージ・バークリーアイルランド国教会主教は、聖職者制度を批判した多くの著作をなしたトーランドを最初の自由思想家とした。
トーランドはフランスのポール＝アンリ・ティリ・ドルバックの物質運動論に影響を与えた。Letters to Serenaでトーランドは、運動の欠如つまり停止は単純に相対的なわけではなく、運動の特殊な状態だとした。
Robert Pattisonは「２世紀早く生まれればトーランドは異端者として処刑されただろう。２世紀後で生まれればカリフォルニア大学の比較宗教学教授になれただろう。18世紀イギリスの合理的プロテスタントの風潮のなかでは、トーランドは死ぬまで無視されたままだった」と述べた
一方、書籍収集家トマス・ホリス（Thomas Hollis 、1720–1774）はアンドリュー・ミラー（Andrew Millar）に依頼した共和主義運動史のなかにトーランドを含めた

## 研究
デビッド・バーマンによれば、Christianity not Mysterious と Two Essays (London, 1695).には矛盾がある。チャールズ・ブロウント（Charles Blount）と同様にトーランドは告発を避けるためか、読者の潜在意識に影響するように無神論を意図的にあいまいに論じている。トーランドにとっての神とは非神意的な汎神論的な神であり、有神論における神はblictriであった。つまり、限定された質料的な汎神論的な神だけが存在するのであり、それは神ではない。
フーケはトーランドの思想は信仰の積極的表現ではなく、その目的も認識論の発展にはないとし、真の形而上学的体系、統治の理念形式、倫理的義務の基礎がその目的であったとする。

## 著作
- Christianity Not Mysterious: A Treatise Shewing, That there is nothing in the Gospel Contrary to Reason, Nor Above It: And that no Christian Doctrine can be properly called A Mystery (1696) （『キリスト教は秘蹟的ならず』）
- An Apology for Mr. Toland (1697) (『キリスト教は秘蹟的ならず』に関する著作).
- An Argument Shewing, that a Standing Army Is Inconsistent with a Free Government, and absolutely destructive to the Constitution of the English Monarchy (1697)
- The Militia Reformed: An easy scheme of furnishing England with a constant land force, capable to prevent or to subdue any foreign power, and to maintain perpetual quite at home, without endangering the public liberty. (1698). [18].
- The Life of John Milton, containing, besides the history of his works, several extraordinary characters of men, of books, sects, parties and opinions. (1698) （ジョン・ミルトンの生涯）
- Amyntor, or a Defence of Milton's Life [meaning Toland's earlier book] Containing (I) a general apology for all writings of that kind, (II) a catalogue of books attributed in the primitive times to Jesus Christ, his apostles and other eminent persons, with several important remarks relating to the canon of Scripture, (III) a complete history of the book Eikon Basilike proving Dr Gauden and not King Charles I to be the author of it. (1699).
- The Art of Governing by Parties, particularly in Religion, Politics, Parliament, the Bench, and the Ministry; with the ill effects of Parties. (1701).[book]
- Anglia Libera; or the limitation and succession of the crown of England explained and asserted. (1701).[pamphlet]
- Limitations for the next Foreign Successor, or A New Saxon Race: Debated in a Conference betwixt Two Gentlemen; Sent in a Letter to a member of parliament (1701)[pamphlet]
- Propositions for Uniting the Two East India Companies (1701)
- Paradoxes of State, relating to the present juncture of affairs in England and the rest of Europe, chiefly grounded on his Majesty's princely, pious and most gracious speech [referring to a recent keynote speech by the king of England]. (1702).[pamphlet]
- Reasons for inviting the Hanover royals into England.... Together with arguments for making a vigorous war against France. (1702). [pamphlet]
- Vindicius Liberius. (1702). (This pamphlet was another defence of Christianity Not Mysterious, this time against one specific attack.)
- Letters to Serena (1704) [book]
- Hypatia or the History of a most beautiful, most virtuous, most learned and in every way accomplished lady, who was torn to pieces by the clergy of Alexandria to gratify the pride, emulation and cruelty of the archbishop commonly but undeservedly titled St Cyril (1720)
- The Primitive Constitution of the Christian Church (c.1705; posthume, 1726)
- The Account of the Courts of Prussia and Hanover (1705)
- Socinianism Truly Stated (by "A Pantheist") (1705)
- Adeisidaemon – or the "Man Without Superstition" (1709)
- Origines Judaicae (1709)
- The Art of Restoring (1710)
- The Jacobitism, Perjury, and Popery of High-Church Priests (1710) [pamphlet]
- An Appeal to Honest People against Wicked Priests (1713)
- Dunkirk or Dover (1713)
- The Art of Restoring (1714) (against Robert Harley, 1st Earl of Oxford and Mortimer|Robert Harley)
- Reasons for Naturalising the Jews in Great Britain and Ireland on the same foot with all Other Nations.Containing also, A Defense of the Jews, Against All Vulgar Prejudices in all Countries. (1714) [77 pages]（『ユダヤ人帰化論、および全ての偏見に対してのユダヤ人の擁護』）
- State Anatomy of Great Britain (1717)
- Nazarenus: or Jewish, Gentile and Mahometan Christianity, containing the history of the ancient gospel of Barnabas... Also the Original Plan of Christianity explained in the history of the Nazarens.... with... a summary of ancient Irish Christianity... (1718)[book]（『ナザレ人』）
- The Probability of the Speedy and Final Destruction of the Pope (1718)
- Tetradymus (1720) (ラテン語)
- Pantheisticon (1720) (ラテン語)
- History of the Celtic Religion and Learning Containing an Account of the Druids (1726)（ケルトの宗教・ドルイドを扱った好古家的な著作[19]）
- A Collection of Several Pieces of Mr John Toland, ed. P. Des Maizeaux, 2 vols. (1726)

## 日本語訳
- 『秘義なきキリスト教』三井礼子訳、叢書ウニベルシタス・法政大学出版局、2011年
- 『セリーナへの手紙　スピノザ駁論』三井礼子訳、叢書ウニベルシタス・法政大学出版局、2016年

## 翻訳
- A Discourse on Coins (1696). Seignor Bernardo Davanzati の1588年著作のイタリア語からの翻訳[20].
- Matthäus Schiner's A Philippick Oration to Incite the English Against the French (1707)

## 編集
- Edited James Harrington's Oceana and other Works (1700)